# Henri Becquerel
Antoine Henri Becquerel, född 15 december 1852 i Paris, död 25 augusti 1908 i Le Croisic i Loire-Atlantique, var en fransk fysiker som mottog Nobelpriset i fysik år 1903. Han var en av upptäckarna av radioaktiviteten.

## Biografi
Becquerel föddes i en familj som i flera generationer utmärkt sig som naturvetenskapsmän och forskare. Hans far, Edmond Becquerel, och hans farfar, Antoine César Becquerel, var båda fysiker och lärare vid naturhistoriska museet i Paris, och även hans son skulle följa i deras fotspår.
Becquerel började sina studier vid Lycée Louis-le-Grand, och bland hans lärare fanns matematikern Jean Gaston Darboux. 1872 började han studera naturvetenskap vid École Polytechnique, och 1874 fortsatte han med ingenjörskonst vid Ponts et Chaussées.
År 1874 gifte han sig med Lucie Jamin, dotter till en av lärarna i fysik vid École Polytechnique, och deras son Jean föddes 1878.
Han erhöll sin ingenjörsexamen 1877, men föredrog att arbeta med fysikaliska studier. Hans första arbete var inom optiken, där han från 1875 och framåt forskade om polarisation. År 1883 övergick han till studiet av det infraröda spektret hos metalliska ångor. 
År 1894 blev han utsedd till chefsingenjör vid departementet för broar och vägar. Efter sin fars död 1892 fortsatte han sitt arbete och slutade som lärare vid École Polytechnique 1895. År 1886 började han ägna sig åt absorption av ljus i kristaller, och 1888 skrev han sin doktorsavhandling inom detta ämne. Följande år invaldes han i Académie des Sciences, som hans far och farfar tillhört innan honom. 

### Upptäckten av radioaktivitet
År 1896 upptäckte Becquerel radioaktiviteten av en slump, när han undersökte fluorescens hos uransalter. På uppmuntran av sin vän Henri Poincaré försökte han avgöra om fenomenet var av samma natur som röntgenstrålning. Vid studium av en fotografisk plåt i kontakt med materialet upptäckte han att det utsände sin strålning utan att behöva utsättas för ljus på förhand. 
Senare visade han att strålarna som utsänds från uran fick gaser att joniseras, och att de skilde sig från röntgenstrålar genom att de kunde avböjas av elektriska eller magnetiska fält. Han publicerade resultaten den 2 mars, bara några dagar före Silvanus Thompson, som hade arbetat parallellt med samma problem i London.
Efter att Pierre och Marie Curie upptäckt ämnena polonium och radium delade han Nobelpriset i fysik 1903 med dem "som ett erkännande av de extraordinära insatser han hade utfört vid sin upptäckt av spontan radioaktivitet".

## Eftermäle
Samma år som han dog, 1908, valdes han till ständig sekreterare vid Académie des Sciences. SI-enheten för radioaktivitet, 1 becquerel (Bq) är uppkallad efter honom.
Nedslagskratrarna Becquerel på månen och Becquerel på planeten Mars är uppkallade efter honom. Även asteroiden 6914 Becquerel är uppkallad efter honom.